# Chiesa di Cristo Risorto (Rodengo-Saiano)
La chiesa di Cristo Risorto è un edificio di culto cattolico nella frazione di Padergnone, nel comune di Rodengo-Saiano, in Lombardia.

## Storia
A partire dagli anni '70 del XX Secolo fu presa in considerazione l'idea della realizzazione di una nuova chiesa per l'abitato; a tale scopo nel 1973 fu acquistato dalla parrocchia un terreno edificabile nel centro del paese. Si dovettero attendere però molti anni per l'effettiva realizzazione del progetto: i lavori di costruzione furono avviati il 16 maggio 2005. La nuova chiesa, intitolata al Cristo Risorto, fu inaugurata il 23 settembre 2007.

## Descrizione

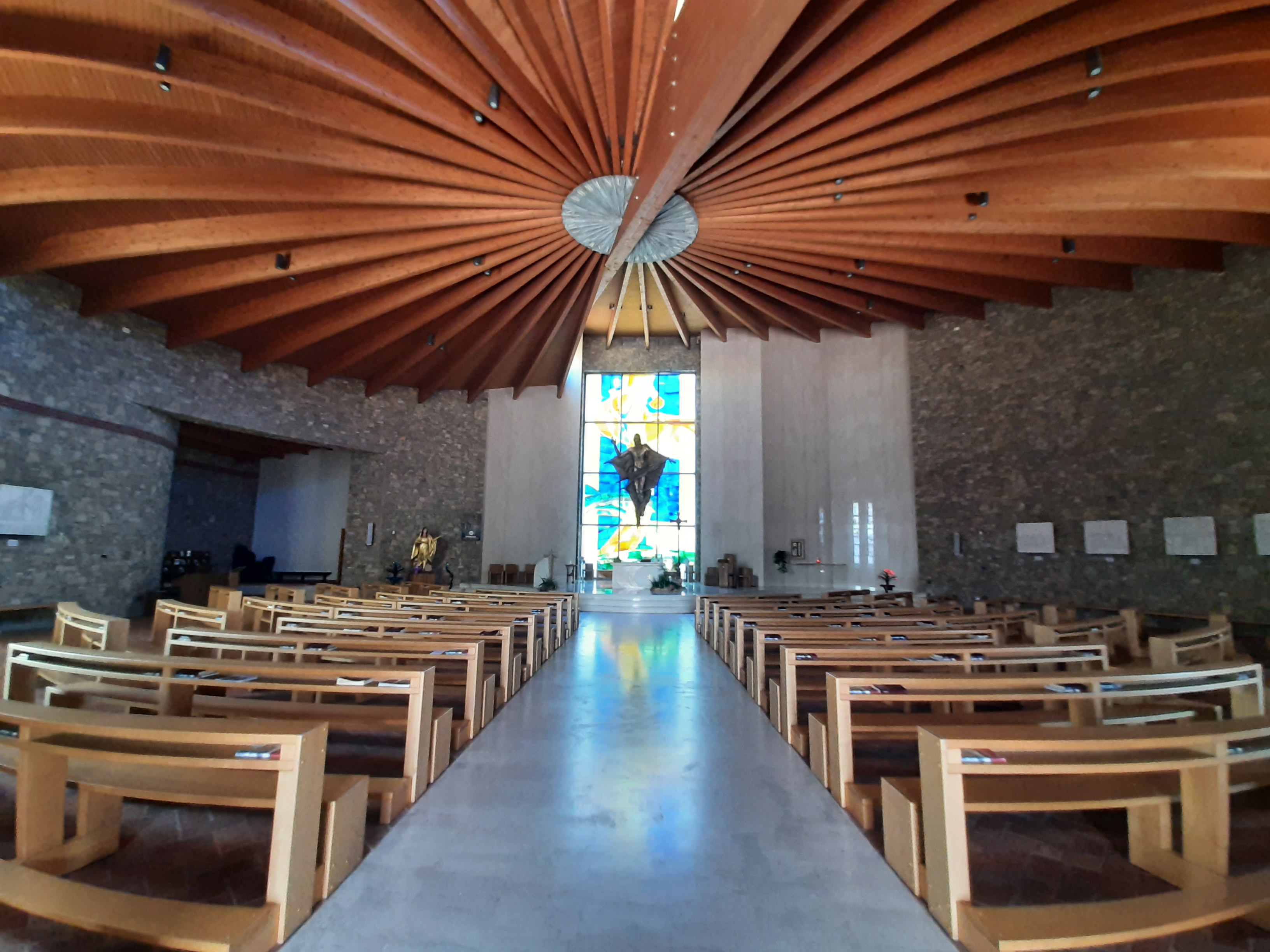
Interno della chiesa

Il progetto della chiesa fu affidato all'architetto Fabrizio Viola. L'aula centrale ha una superficie di circa 600 m2 e può ospitare intorno alle 400 persone, al centro di essa vi è l'altare, realizzato in travertino. Sul lato opposto è presente un fonte battesimale.